# Yaeumjangsaengpo-dong
Yaeumjangsaengpo-dong (koreanska: 야음장생포동) är en stadsdel i staden Ulsan, i den sydöstra delen av Sydkorea, 300 km sydost om huvudstaden Seoul. Den ligger i stadsdistriktet Nam-gu.
Större delen av stadsdelen utgör Ulsans hamnområde.